# Konrad Huschke
Konrad Alfred Leopold Huschke (* 25. September 1875 in Auma im Landkreis Greiz; † 15. Januar 1956 in Weimar) war ein deutscher Jurist und Musikschriftsteller.

## Leben

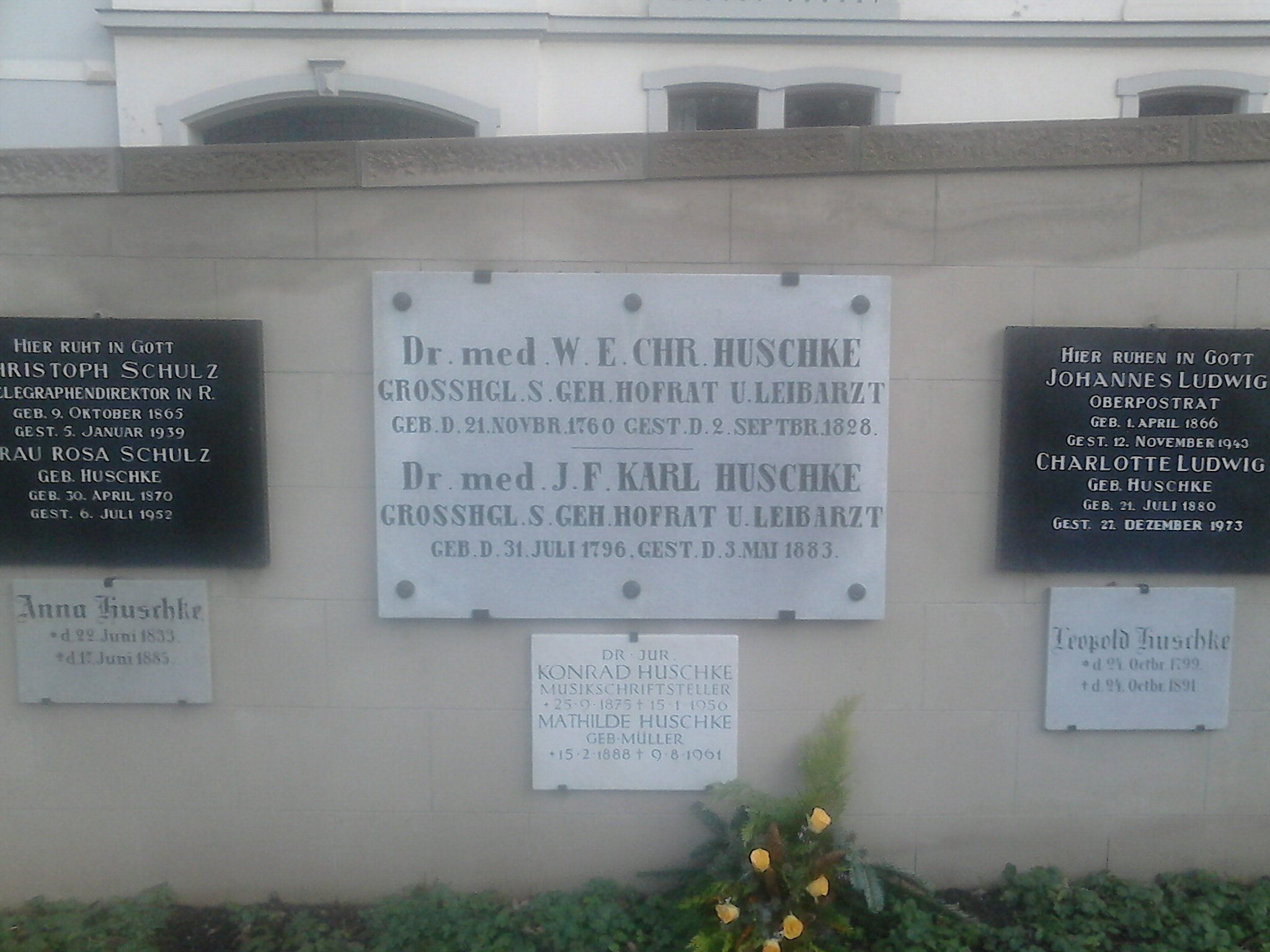
Wandgrabstelle für Konrad und Mathilde Huschke sowie Mitglieder der Herkunftsfamilie auf dem Historischen Friedhof Weimar

Konrad Huschke war der Erstgeborene von Otto Carl Leopold Huschke (1832–1915) und seiner Ehefrau Klothilde geb. Lautenschläger (1835–1918). Otto, ältestes Kind des Anatomieprofessors Emil Huschke (1797–1858) in Jena und seiner Ehefrau Emma geb. Rostosky (1809–1880) und Bruder von Agnes Huschke (1842–1915), war ab 1866 Kreisgerichtsassessor in Eisenach und ab 1872 Justizamtmann in Auma; ab 1879 war er am Landgericht in Gera. Der Sohn Konrad besuchte das Gymnasium in Gera und studierte Jura (Ostern 1895 bis Herbst 1896 und Sommer 1898 in Jena, anschließend bis 1899 in Leipzig). Er wurde 1899 Referendar am Landgericht Gera, promovierte 1901 und wurde 1903 Gerichtsassessor. Im November 1904 wurde er Assessor bei der Fürstlichen Kammer in Greiz. Dort rückte er weiter auf bis zum Hofkammerrat (1916). 1920 wurde er als Regierungsrat in den thüringischen Staatsdienst übernommen. 1923 wurde er Vortragender Rat im thüringischen Finanzministerium in Weimar, 1930 in den Wartestand und 1939 in den Ruhestand versetzt.
Konrad Huschke verehelichte sich am 4. Mai 1907 in Leipzig mit Mathilde Müller (* 15. Februar 1888; † 9. August 1961), Tochter des Verlagsbuchhändlers Albert Müller (1854–1908) in Leipzig. In der Ehe wurden vier Kinder geboren, darunter als Erstgeborener der spätere Genealoge Albert Otto Wolfgang (1911–2000). Mit seiner elterlichen Familie nahm Konrad Anteil an dem Leben seiner Tante Agnes Huschke und ihrer Ehe mit Ernst Haeckel. Huschke pflegte den Kontakt auch zu seinem Cousin Walter Haeckel (1868–1939), und er wurde 1910 als Vormund für seine gemütskranke Cousine Emma Haeckel (1873–1946) eingesetzt.
Konrad Huschkes Neigungen galten weniger dem Finanzrecht als der Welt der Musik; etwa ab Ende des Kaiserreichs publizierte er regelmäßig über Musiker. 1938 veröffentlichte er – möglicherweise angeregt durch Heinz Brüchers Publikation – eine Erinnerung an Ernst Haeckel; spät vollzog er auch Walter Haeckels Wunsch, den Briefwechsel von Ernst Haeckel und seiner zweiten Frau Agnes zu dokumentieren.

## Schriften (Auswahl)
- Die stillschweigende Willenserklärung nach gemeinem Rechte und dem Rechte des Bürgerlichen Gesetzbuches. Inaugural-Dissertation Jena, Druckgenehmigung vom 30. Juli 1901.
- [Über Haeckel.] In: Was wir Ernst Haeckel verdanken. Ein Buch der Verehrung und Dankbarkeit. Hg. Heinrich Schmidt. Leipzig 1914, 2. Band, S. 398–400.
- Beethoven als Pianist und Dirigent. Schuster und Loeffler, Berlin o. J. [1919]. (Inhaltsverzeichnis)
- Die deutsche Musik und unsere Feinde. Gustav Bosse Verlag, Regensburg 1921.[8][9]
- Das Siebengestirn der großen Schubertschen Kammermusikwerke. Tienken, Pritzwalk 1928. (Inhaltsverzeichnis)
- Unsere Tonmeister unter einander. 5 Bändchen. Tienken, Pritzwalk 1928.
- Lenau und die Musik. Gustav Bosse Verlag, Regensburg 1934.
- Johannes Brahms als Pianist, Dirigent und Lehrer. Friedrich Gutsch Verlag, Karlsruhe o. J. [1935]. (Inhaltsverzeichnis)
- Frauen um Brahms. Gutsch, Karlsruhe 1936. (Inhaltsverzeichnis)
- Ernst Haeckel. Erinnerungen und Eindrücke eines Neffen. In: Das Thüringer Fähnlein. Monatshefte für die mitteldeutsche Heimat. 7. Jg. 1938, Heft 2, S. 41–50.
- Musiker Maler und Dichter als Freunde und Gegner. Helingsche Verlagsanstalt, Leipzig 1939.
- Hans von Bülow als Klavierpädagoge. Mushakesche Verlagsanstalt, Horb am Neckar o. J.  [1948].
- Ernst und Agnes Haeckel. Ein Briefwechsel. Urania-Verlag Jena 1950.

## Nachweise
1. 1 2  Emil Huschkes Bruder Karl Huschke war, wie ihr Vater Wilhelm Ernst Christian Huschke, Leibarzt der Großherzoglichen Familie in Weimar.
2. ↑  Nicht zu verwechseln mit dem Maler Otto Huschke (* 17. Mai 1846 in Bombay; † 23. Oktober 1907 in München), einem Großneffen von Immanuel Gottlieb Huschke. Er war zusammen mit seiner Tochter Hilda (1877–1907) als Anhänger von Rudolf Steiner in München aktiv. (W. Huschke, Stammfolge Huschke usw. 1967, S. 299f.; R. Steiner, Unsere Toten. 1963, S. 51.)
3. ↑  Weimarische Zeitung vom 25. Januar 1872, Titelseite.
4. ↑  Staatshandbuch für das Großherzogthum Sachsen-Weimar-Eisenach 1888, S. 172.
5. ↑  Verzeichniß […] der Studirenden Nr. 140, Jena 1896, S. 24; Nr. 144, 1898, S. 24.
6. ↑  Gudziol 2018, S. 15–17.
7. ↑  Ernst Haeckels Bluts- und Geisteserbe. 1936, DNB 572538804.
8. ↑  Der Buchtext endet auf S. 80. Auf S. 83–95 folgt ein „Verlagsverzeichnis der Deutschen Musikbücherei und der Neuen Musikbücher“ des Verlags G. Bosse. Manche Bibliothekskataloge geben deshalb einen Umfang von 95 Seiten an.
9. ↑  Das Buch kam 1953 auf die Liste der auszusondernden Literatur der DDR (Liste S. 69–89, Nr. 2189).

| Personendaten    | Personendaten                  |
| ---------------- | ------------------------------ |
| NAME             | Huschke, Konrad                |
| ALTERNATIVNAMEN  | Huschke, Konrad Alfred Leopold |
| KURZBESCHREIBUNG | deutscher Musikschriftsteller  |
| GEBURTSDATUM     | 25. September 1875             |
| GEBURTSORT       | Auma                           |
| STERBEDATUM      | 15. Januar 1956                |
| STERBEORT        | Weimar                         |